# Petite chauve-souris brune
Myotis lucifugus
Espèce
Statut de conservation UICN

 EN  : En danger
La Petite chauve-souris brune (Myotis lucifugus) ou le Vespertilion brun est une espèce de chauves-souris de la famille des Vespertilionidae. On la retrouve dans une grande partie du Canada (principalement au sud) et des États-Unis. Cette espèce est absente de la toundra. Elle est désormais en voie de disparition en Amérique du Nord Est et est classée à l'annexe 1 de la Loi sur les Espèces en Péril (LEP) au Canada. Son nom lucifugus signifie qui fuit la lumière. Elle fait partie de l'ordre des chiroptères (chiroptera), du grec "chiros", la main, et "pteros", l'aile, qui regroupe toutes les chauves-souris.
Sa raréfaction subite en Amérique du Nord-Est est survenue à cause de l'infection fongique appelée le Syndrome du Museau Blanc (SMB). Cette infection a débuté durant l'hiver de 2006 à 2007 dans l'état de New-York, dans les États-Unis. Le SMB n'est pas originaire d'Amérique du Nord, mais il a été importé d'Europe. Au Canada, le genre Myotis enregistre un déclin général de 94 % des populations des hibernacles en Nouvelle-Écosse, au Nouveau-Brunswick, en Ontario et au Québec.

## Caractère distinctifs[4]
Son pelage est brun luisant sur le dos et fauve sur le ventre. Le Vespertilion brun a des oreilles d'une dimension moyenne qui ne dépassent pas le museau quand elles sont repliées. Il pèse entre 5,5 et 13 g pour une envergure de 214 à 275 mm. Les femelles sont légèrement plus grosses que les mâles. Les nouveau-nés pèsent de 1,5 à 2,5 g.

## Habitat

Carte de répartition

C'est une espèce occupant une grande variété d'habitats, mais qui apprécie particulièrement les sous-bois. Elle chasse dans des habitats humides et en bordure des points d’eau. Elle est très répandue dans les villes et les infrastructures humaines (habitations, églises, granges, étables, etc.).
Elle gîte dans des grottes l'hiver ou des mines désaffectées. Durant l'été, elle affectionne les habitations ou les cavités d’arbres.

## Alimentation
Elle se nourrit d'une grande variété d'insectes de 3 à 10 mm de longueur qu'elle capture en vol : chironomes (moucherons), tricoptères (éphémères et phryganes), papillons et coléoptères. Elle chasse de 3 à 6 m au-dessus du sol. Les femelles gestantes peuvent ingurgiter en moyenne 2,5 g par nuit, et les femelles lactantes une moyenne de 3,7 g. Elles chassent principalement au-dessus des lacs, rivières, zones humides, à l'orée des forêts ou dans les zones dégagées en milieux forestiers. Elles évitent les zones dégagées comme les champs ou les zones déboisées de grande surface.

## Hibernation
L'hibernation commence juste après la reproduction de mi-août à octobre, puis se termine à la fin de l'hiver, en mai. Cette espèce utilise des gîtes froids et humides comme les grottes ou des mines désaffectées, mais peut également utiliser de manière occasionnelle des greniers pour hiberner. Les hibernacles peuvent être à plusieurs centaines de kilomètres de l'endroit où les chauves-souris ont passé l'été. Elles se rassemblent en grand nombre à l'entrée de certains gîtes d'hibernation afin de s'accoupler, avant de rejoindre leur gîte définitif pour y passer l'hiver. Ces rassemblements s'appellent des swarmings (essaimages).

## Reproduction
La femelle met au monde un seul petit par année, très rarement deux petits. La période d'accouplement débute à la mi-août sur des sites dits de swarming et se termine en octobre, dès que l'hibernation commence.
Les jeunes naissent entre mai et août après une gestation de 50 à 60 jours. La femelle met bas tête en haut et recueille le nouveau-né dans sa membrane caudale. Le nouveau-né est couvert d'un fin duvet d'une couleur rosée. Il grandit rapidement. La femelle allaite son petit entre 3 et 5 semaines. Il commence à voler et à se nourrir d’insectes au bout de 3 semaines. Les femelles sont matures à 8 mois. Les mâles le sont dès leur second automne.

## Longévité
La longévité de la Petite chauve-souris brune est comprise entre 8 et 10 ans. Certains individus atteignent l'âge de 20 ans et plusieurs ont vécu plus de 31 ans à l'état sauvage.

## Comportement social
Cette espèce est grégaire. Les chauves-souris se regroupent durant non dans des maternités pour mettre au monde leurs petits, principalement dans des bâtiments ou des arbres de gros diamètre. Les colonies de Vespertilion brun peuvent atteindre plusieurs milliers d'individus.

## Prédateurs
Les prédateurs occasionnels de cette espèce sont : le chat domestique, le renard roux, le vison d'Amérique, le raton laveur, les musaraignes, les souris, les hiboux, les chouettes et les couleuvres.

## Facteurs limitatifs et menaces[7],[6],[8]
Le SMB, première cause de l'extermination de la Petite chauve-souris brune a tué entre 5,7 et 6,7 millions de chauves-souris de plusieurs espèces du Nord-Est des États-Unis et de l'Est du Canada. Autrefois présente quasiment partout dans le Vermont, la Petite chauve-souris brune est maintenant officiellement déclarée "espèce en danger d'extinction" dans cet état. Il en va de même pour le Vespertilion nordique  et la pipistrelle de l'Est, deux espèces affectées par le SMB. Dans les hibernacles, la mortalité est estimée à 75 % de 2006 à 2012 (évaluation du COSEPAC de février 2012). Une modélisation a permis d'estimer que cette espèce aura fonctionnellement disparu d'ici 2026 (moins de 2 % de la population restante).
De par sa présence dans les habitations, cette espèce a fait par le passé l'objet de destructions à cause des préoccupations du public sur les risques de zoonose (rage et histoplasmose), du bruit et des odeurs occasionnées par sa présence, ce qui a mené à des mesures d'extermination de colonies, de gîtes ou de maternités par des moyens physiques et chimiques,.
Les changements de la structure des forêts, notamment avec les feux de forêt et l'exploitation forestière, l'impact des éoliennes et les insecticides sont également des facteurs limitatifs et menançants.